# Gerardus Leonardus Blasius

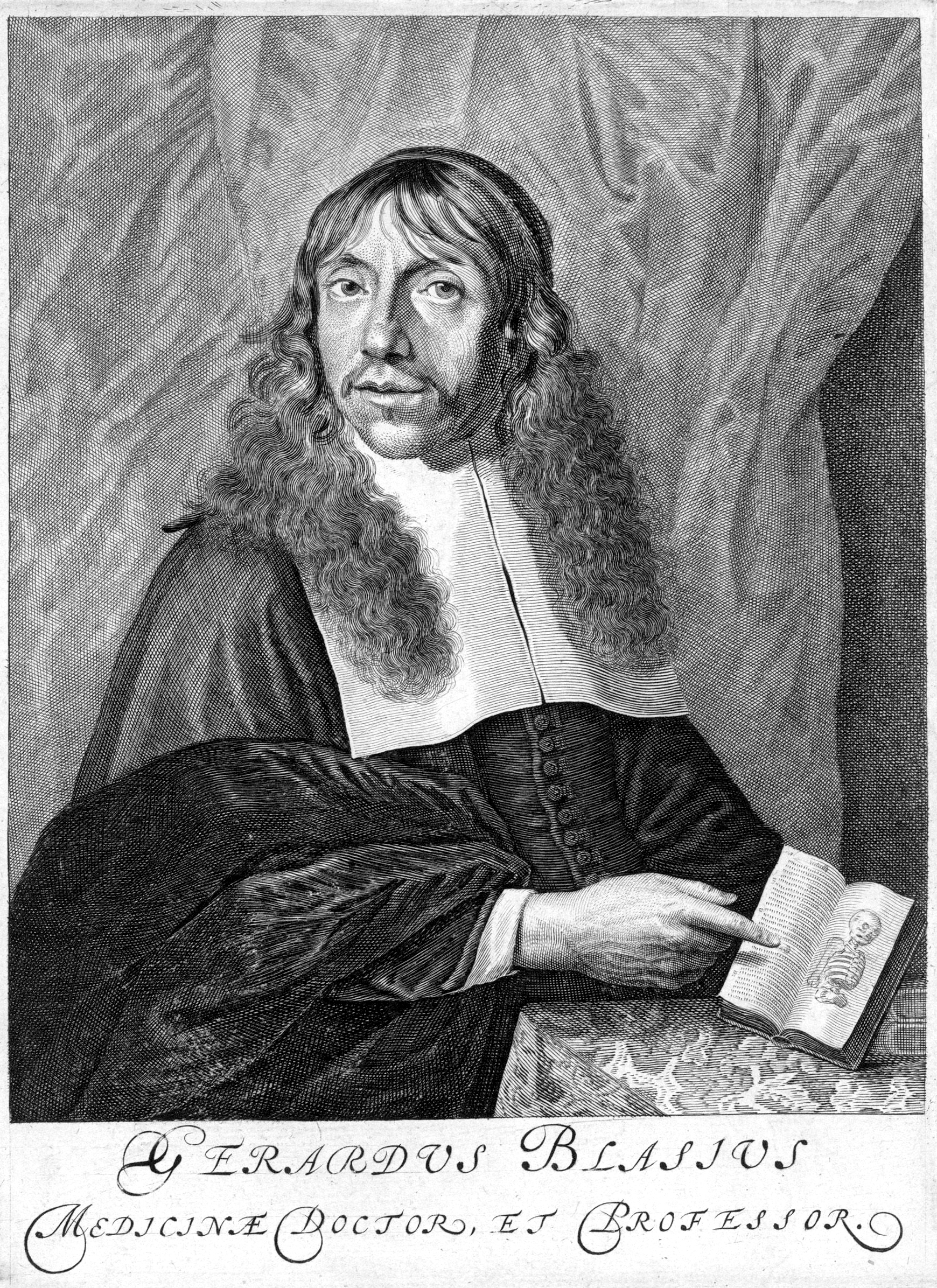
Portret ca. 1660

Gerrit Leendertsz. Blasius of Gerardus Leonardus Blasius (gedoopt Amsterdam, 3 oktober 1627 – begraven Amsterdam, 26 september 1682) was een Nederlandse anatoom, en een van de eerste Amsterdamse hoogleraren medicijnen (1660). Hij wordt gerekend tot de grondleggers van de vergelijkende anatomie. Tussen 1649 en 1682 publiceerde hij dertig boeken, waaronder dertien becommentarieerde uitgaven van andere auteurs en een aantal inleidingen in de geneeskunde. Gerardus Blasius schroomde niet om met andermans veren te pronken en is onderwerp van een heftige polemiek geweest, die begon met het claimen van een ontdekking die in werkelijkheid door zijn oud-student Nicolaus Steno werd gedaan.

## Biografie
Gerard Blasius van Oostvliet, zoals hij zichzelf noemde, werd gedoopt in Amsterdam. Zijn vader Leendert Blasius was een vestingbouwkundige in Glückstadt en Zeeuws-Vlaanderen, en trad als architect in dienst van de Christiaan IV, de koning van Denemarken. Hij werd daar in juli 1640 benoemd, nadat Hans van Steenwinckel de Jonge was overleden, bij het afbouwen van de Rundetårn. Leendert Blasius werd betrokken bij de renovatie van de Holmens kerk, tegenover de Børsen, beide in een Hollandse Renaissancestijl.
Gerard studeerde medicijnen in de Deense hoofdstad en nadat zijn vader was overleden, vertrok het gezin naar Leiden. Hillegondt Gerrits of Bartelinck woonde met haar kinderen op het Steenschuur, het verlengde van Rapenburg; zij had een dochter Eleonora die schilderde (zie Thieme-Becker). 
Hij studeerde in Leiden vanaf 4 juli 1645 en promoveerde er op 22 mei 1648 met een dissertatie over een nierziekte. Rond 1655 vestigde hij zich in Amsterdam en een jaar later werd hij op 29-jarige leeftijd opnieuw in Leiden ingeschreven. In 1658 begon hij met het geven van privé-lessen in Amsterdam en een jaar later werd hij lector aan het Athenaeum Illustre in farmacologie, chemie, en later anatomie onder de vleugels van Arnoldus Senguerdius, professor in de filosofie. In 1660 werd hij stadsdokter.
Bovendien werd hij, nadat hij van de Lutherse naar de gereformeerde kerk was overgegaan, op 27 juli buitengewoon hoogleraar aan het Athenaeum, maar zonder daarvoor te worden vergoed. In zijn openbare rede gaf hij blijk van een vooruitgangsgedachte en bevordering van een "geneeskundefaculteit". De regenten en burgemeesters werkten mee en besloten theologie buiten de deur te houden om felle discussies zoals aan de universiteiten in Utrecht en Leiden te vermijden.

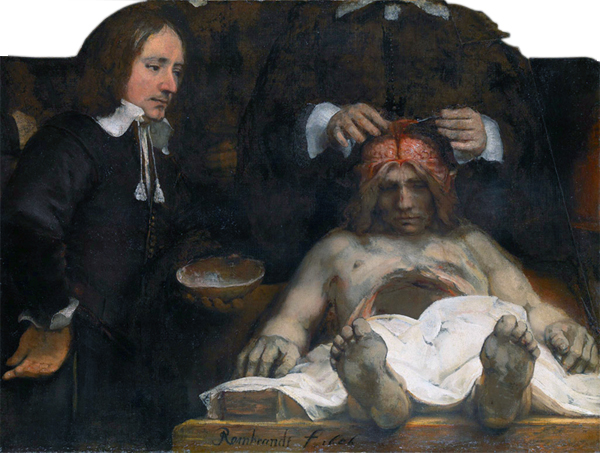
Sectie door Jan Deyman, detail De anatomische les van Dr. Deijman door Rembrandt van Rijn (1656) in het Amsterdam Museum.

Het Atheneum kreeg alleen toestemming om theoretisch onderwijs te geven in de anatomie omdat het gilde van de chirurgijnen het monopolie op het praktisch onderwijs claimden.
Op 8 februari 1662 kreeg Blasius toestemming om af en toe privélessen anatomie te geven en kreeg hij toestemming om op persoonlijke titel openbare secties uit te voeren in het gasthuis.

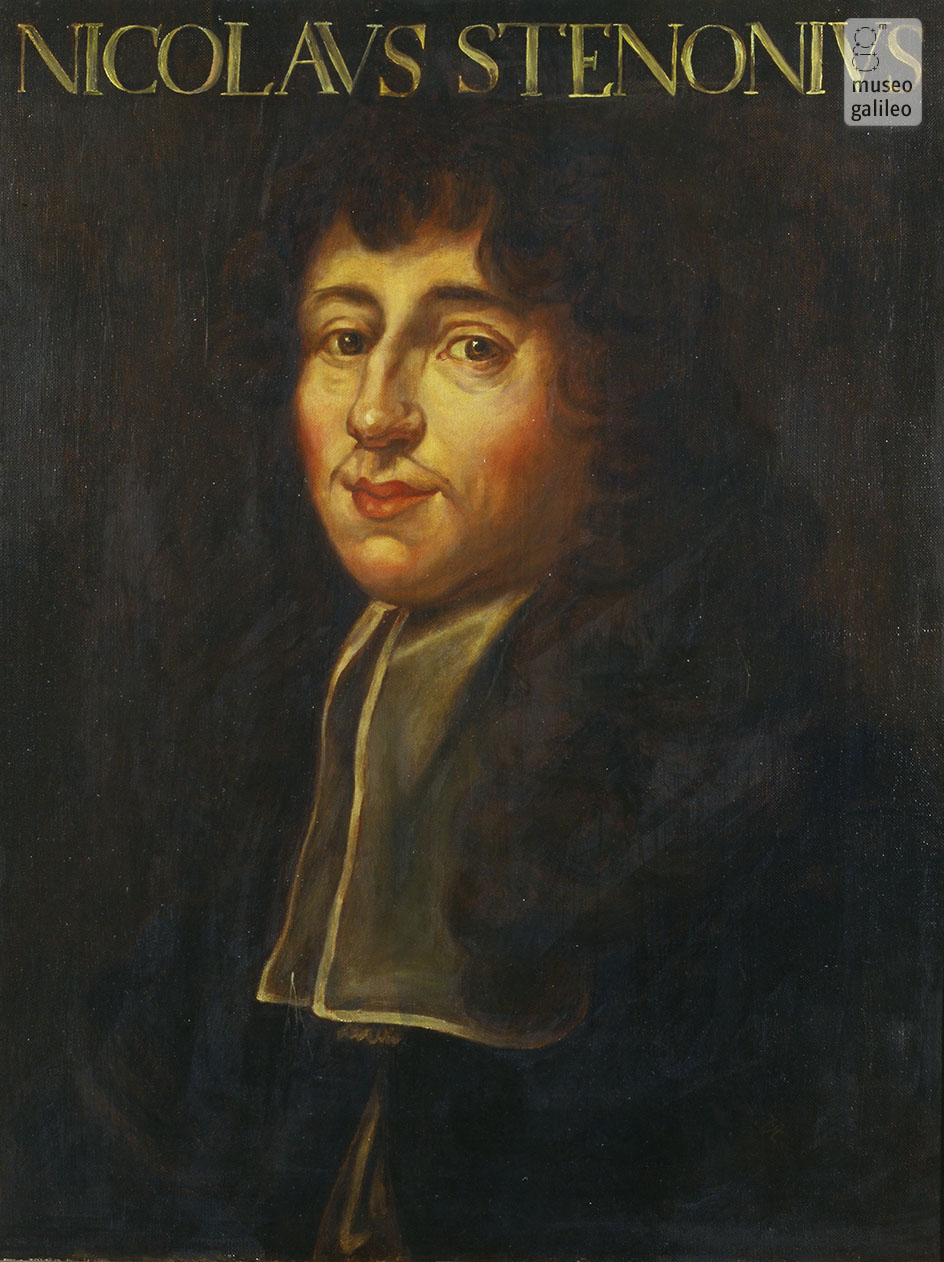
Nicolaus Steno door Justus Sustermans.

In 1661 claimde Blasius in het voorwoord van zijn Medicina generalis een ontdekking van zijn voormalige Deense kostganger Nicolaus Steno als de zijne. Deze had een jaar eerder een schapenkop gekocht om onderzoek te doen en was op een kanaaltje gestoten dat vanaf de oorspeekselklier de mond voorziet van speeksel. Dit kreeg uiteindelijk de naam ductus parotideus. Steno liet het er niet bij zitten en trachtte in 1663 aan te tonen dat Blasius onbekwaam was in de anatomie en "een slaaf van zijn gevoelens." Blasius stuurde zijn broer Johan, die advocaat was, naar Leiden om Steno ertoe te bewegen zijn woorden terug te nemen.
In 1664 werd Blasius lid van het Collegium Privatum Amstelodamense, opgericht door Jan Swammerdam. Het collegium bestond uit een groep wetenschappers die regelmatig bijeenkwam om onderzoek te doen. Het was afspraak binnen het collegium om alleen gezamenlijk te publiceren. Desondanks gaf Blasius in 1666 een boekje uit over de anatomie van het ruggenmerg, waarvan het onderzoek verricht was door Swammerdam. Bij de tweede druk was de naam van Blasius geschrapt, wellicht was hij toen uit het collegium gezet.
In 1666 werd Blasius op voorspraak van onder andere Nicolaas Tulp benoemd tot gewoon hoogleraar in de medicijnen aan het Atheneum Illustre van Amsterdam, onder de voorwaarde dat hij geen openbare anatomische lessen zou geven. Blasius gaf in de Agnietenkapel en boven de Vleeshal colleges, maar vanaf 1671 ook botanie in de kruidentuin van het gasthuis. De hortus medicus van Johannes Snippendael was in 1664/5 in verband met de Vierde Vergroting van Amsterdam verplaatst van de Utrechtsestraat, ter hoogte van de Keizersgracht naar het Binnengasthuisterrein.

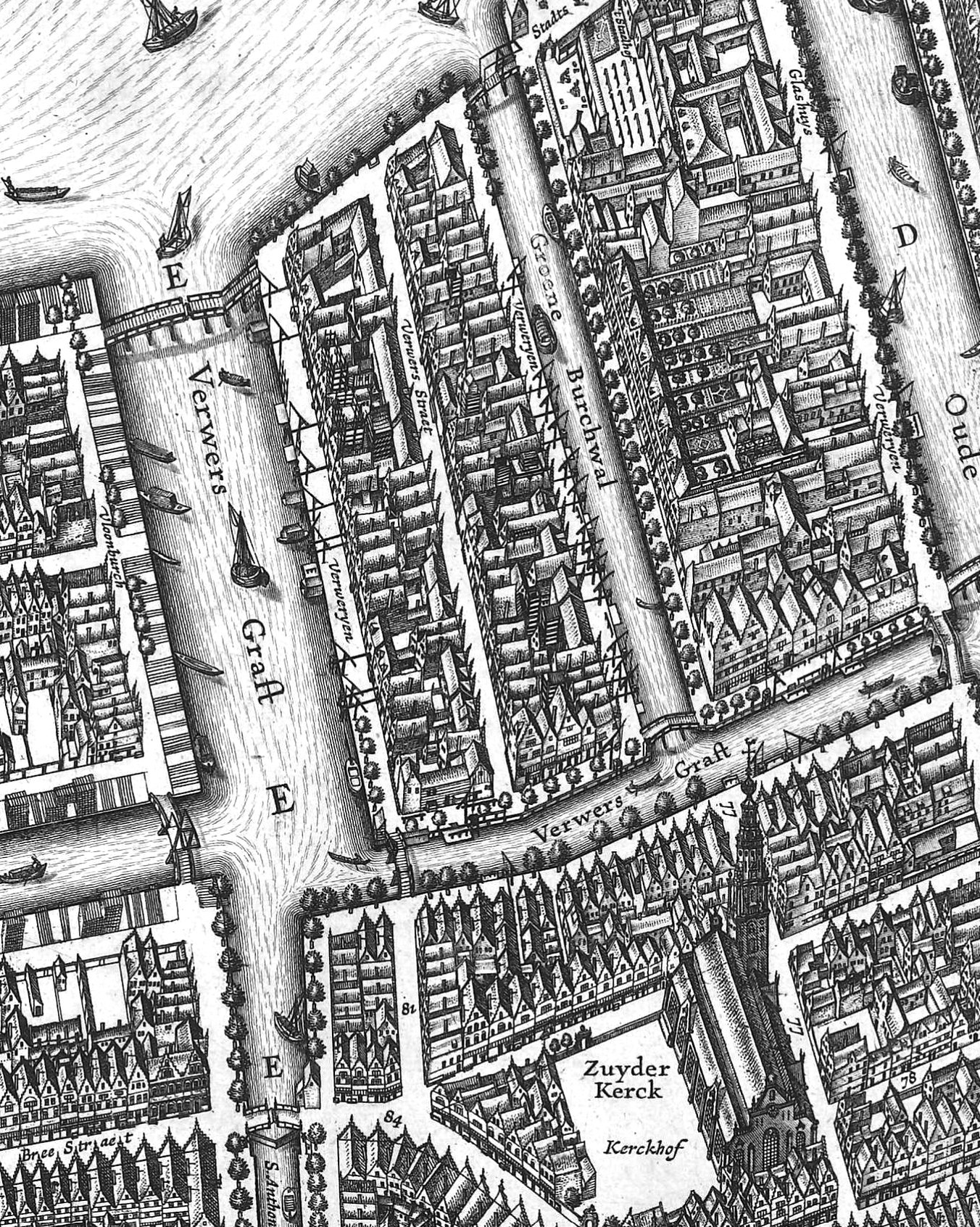
De Groenburgwal waar Blasius in 1682 stierf. De plattegrond dateert uit 1625 en is van de hand van Balthasar Florisz van Berckenrode.

Zijn onderwijsmethode (disputeren) schijnt populair te zijn geweest bij de studenten.
Op 12 november 1669 kreeg hij zes bedden toegewezen en toestemming om met zijn studenten de daarin opgenomen zieken in het Sint Pietersgasthuis te bezoeken. In oktober 1670 kreeg hij toestemming om in het gasthuis patiënten te schouwen die in zijn bedden gestorven waren, zodat de studenten theorie en praktijk met elkaar in verband konden brengen. Blaes kreeg nooit toestemming secties in het Theatrum Anatomicum te verrichten, dat privilege werd door de chirurgijns fel verdedigd. Blasius gaf zijn studenten een stevige, elementaire basis, maar moest hen doorsturen naar Leiden, want aan het Athenaeum konden geen examens worden afgelegd en geen graden worden behaald. Veel van zijn studenten studeerden binnen een paar maanden af en in enkele gevallen na enkele dagen. In aantal van die disputaties liggen in de British Library. Op 12 maart 1678 kreeg hij toestemming om lijken te laten uittekenen voor plaatwerk. In zijn Anatome animalium (1681) is Stensen de meest aangehaalde auteur.
Blasius vergaarde een groot fortuin met zijn praktijk. Zijn weduwe hertrouwde in 1687. De positie van Blasius werd vanwege de slechte stedelijke financiën pas in 1692 ingevuld door Pieter Bernagie.

## Varia

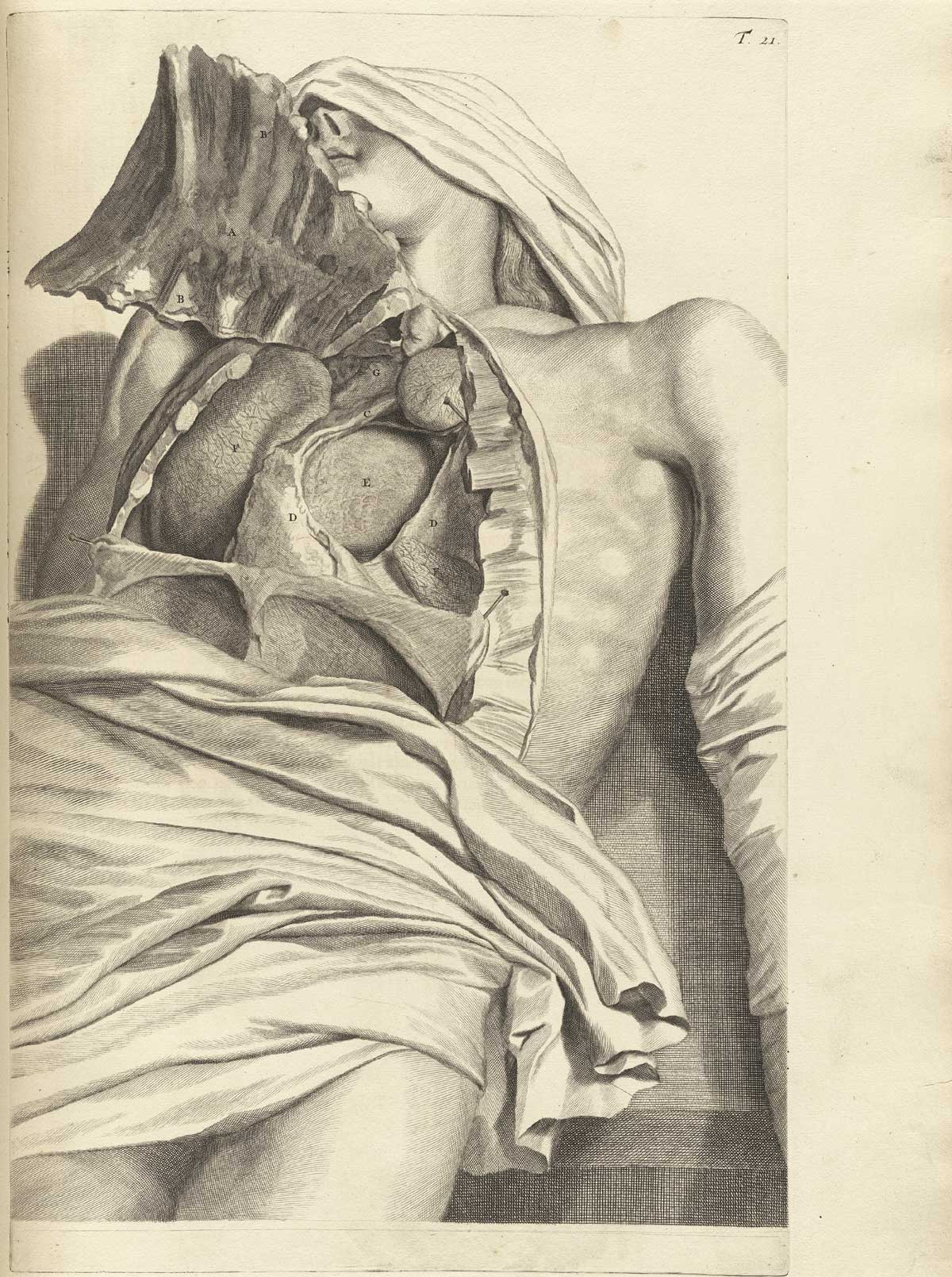
Een ontleding door zijn collega Govert Bidloo.

- Over het geboorte- en sterfjaar van Blasius zijn meerdere versies in omloop. Lang werden de jaren 1625 en 1695 als geboorte- en sterfjaar genoemd. De artsen Baarsma en Koopman ontdekten dat hij in 1627 werd gedoopt en 1682 stierf.[26] Dit wordt ondersteund door gegevens uit het Stadsarchief Amsterdam. Er bestaat een portret van hem uit 1665 door Anthony van Zijlvelt waarop staat vermeld dat hij toen 39 was. Dat zou betekenen dat hij in 1626 of 1625 zou zijn geboren; hij werd gedoopt in 1627.[27]
- Blasius is in 1653 in Amsterdam getrouwd met Cornelia van Ottinga. Hij woonde toen in Leiden. Naar het zich laat aanzien is hij bij zijn schoonvader ingetrokken, een keurmeester in zijde. Het echtpaar kreeg acht kinderen, waaronder een tweeling[28] en waarvan er zeker drie jong zijn overleden.[29]
- Blasius was lid van een informele kring "Collegium privatum Amstelodamense", (1664-1673), waarvan de leden (waaronder ook Jan Swammerdam, Matthew Slade (1628–1689) en Johannes de Raey) zich bezighielden met het vergelijkend anatomisch onderzoek van mens en dier.[30] Blasius hielp Swammerdam zijn waarnemingen gepubliceerd te krijgen (1666?), maar eveneens onder zijn eigen naam.[31]
- In 1669 gaf Blasius een bewerking van Anatomia Bartholini uit, geschreven door Thomas Bartholini.[32]
- In 1670 werd Blasius tot bibliothecaris benoemd van de "stadsboekerij", de voorloper van de huidige universiteitsbibliotheek toentertijd gevestigd op de zolder van de Agnietenkapel.
- In 1677 kocht Blasius in Amsterdam een woning met voormalige ververij aan de Groenburgwal. De woning droeg de naam 'Stadhuijs van Middelburg'. Twee jaar later kocht hij in die stad een pand op het eiland Vlooienburg.[33]
- Blasius was de oudere broer van de advocaat, regent van de Schouwburg van Van Campen, dichter en dramaturg Joan Leonardsz Blasius, een specialist op het gebied van Hugo Grotius, internationaal recht en bevriend met Johannes Klencke.
- Professor Blasius werd begraven vanaf de Verversgracht, dat wil zeggen de Groenburgwal.[34][35]

## Werken

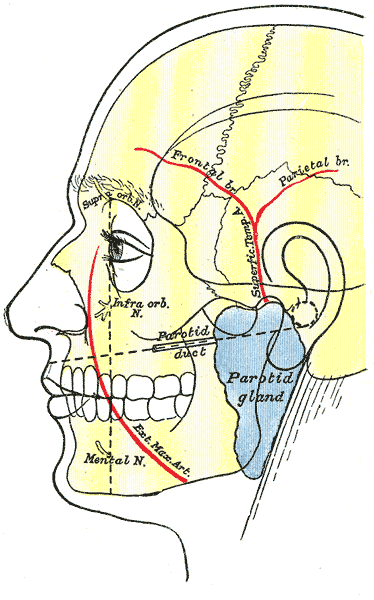
De ductus parotidicus Stenonianus wordt op de afbeelding weergegeven als de parotid duct; de Engelstalige benaming.

Blasius schreef over anatomie, farmacologie en scheikunde, met een voorkeur voor iatrochemie en een aantal leerboeken.
- Disputatio physica de principatu cordis, etc Praes Albertus Kyper (1655)
- Impetus Jacobi Primerosii doctoris medici, in Vop. Fort. Plempium ... retusus / a Gerardo Leon. Blasio (1659)
- Commentaria, in syntagma anatomicum ... Joann. Veslingii / Ger. Leon. Blasius
- Oratio inauguralis de iis quae homo naturae, quae arti, debeat. / Gerardus Leon. Blasius
- Anatome contracta (1660)
- Medicina generalis nova accurataque methodo fundamenta exhibens / Gerardus Leonardi Blasius (1661)
- Pest-geneesing en bewaaring voor dezelve. (1663)
- Observata anatomica in homine, simia, equo variisque animalibus aliis Accedunt extraordinaria in homine reperta praxin medicam aeque ac anatomen illustrantia n (1664)
- Medicina universa; hygieines et therapeutices fundamenta methodo nova brevissimè exhibens (1665) Gerardi Blasii, ab Oost-vliet ...
- Anatome medullae spinalis, et nervorum inde provenientium (1666)
- Anatome contracta, in gratiam discipulorum conscripta, & edita (1666)
- Observationes anatomicae selectiores collegii privati Amstelodamensis, figuris aliquot illustr
- Observationes anatomicae selectiores amstelodamensium 1667, 1671
- Institutionum medicarum compendium, disputationibus XII ... absolutum / Gerardus Leon. Blasius
- Miscellanea anatomica, hominis, brutorumque variorum, fabricam diversam magnâ parte exhibentia (1673) Gerardi Blasii med. doct. & prof.
- Observata anatomica in homine, simiâ, equo, vitulo, ove, testudine, echino, glire, serpente, ardeâ, Gerardi Blasii ab Oost-Vliet ... variisque animalibus aliis. : Accedunt extraordinaria in homine reperta, praxin medicinam æque ac anatomen illustrantia (1674)
- Ontleeding des menschelyken lichaems / beschreeven en in verscheydene figuren afgebeelt door Geerard Blasius (1675).[36]
- Observationes medicae anatomicae rariores (1677)[37]
- Observationes medicae rariores in quibus multa ad anatomiam et medicinam spectantia deteguntur
- Zootomiae, seu Anatomes variorum animalium pars prima (1676)
- Medicina curatoria methodo nova in gratiam discipulorum conscripta (1680)
- Anatome animalium, terrestrium variorum, volatilium, aquatilium, serpentum, insectorum, ovorumque, structuram naturalem ... figuris variis illustrata (1681)